# Joseph Berry
Joseph Berry (ur. 28 lutego 1920 w Cassop-cum-Quarrington, zm. 2 października 1944 w Veendam) – brytyjski lotnik, najskuteczniejszy pilot myśliwski w walce z bombami latającymi.

## Życiorys
Urodził się w Cassop-cum-Quarrington 12 mil na wschód od Crook, mieszkał przy 55 Ramsey Street, później przeprowadził się do Hampeth. W latach 1931–1936  uczęszczał do Dukes Grammar School w Alnwick. W wieku 16 lat opuścił szkołę, zamieszkał w Carlton, gdzie znalazł pracę w urzędzie skarbowym. Dwa lata później poznał Joyce, swoją przyszłą żonę która pracowała na tym samym wydziale.

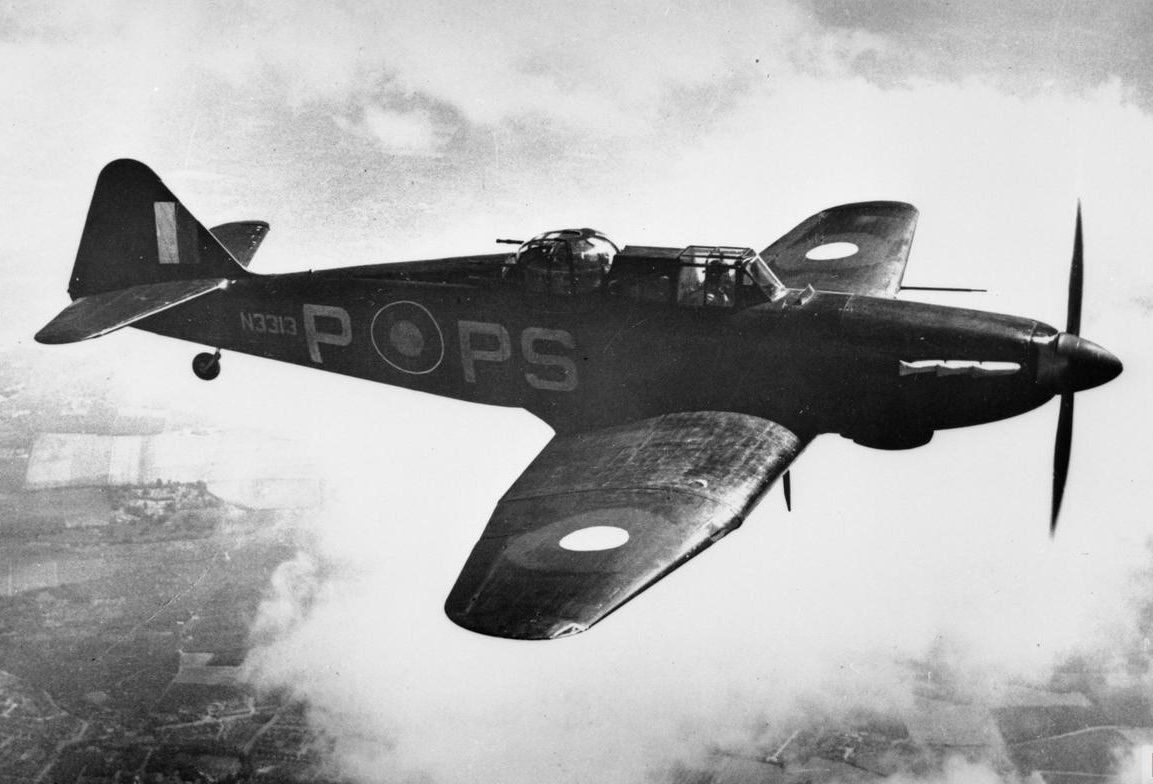
Boulton Paul Defiant

8 sierpnia 1940 wstąpił do ochotniczej służby Royal Air Force (RAF Volunteer Reserve). W 1942 przeszedł szkolenie lotnicze i otrzymał przydział, w stopniu sierżanta, do 256 dywizjonu RAF wyposażonego pierwotnie w myśliwce Boulton Paul Defiant a w późniejszym czasie w dwusilnikowe Bristol Beaufighter. Po otrzymaniu promocji oficerskiej, 14 marca 1942 wstąpił w związek małżeński. 1 października 1942 awansował na porucznika (flying officer). 30 stycznia 1943 został przeniesiony do 153 dywizjonu stacjonującego w Afryce Północnej i wyposażonego w myśliwce Bristol Beaufighter. 8 maja 1943 otrzymał przydział do 255 dywizjonu który w sierpniu 1943 został przesunięty na Sycylię.
Swoje pierwsze zwycięstwo osiągnął 9 września 1943 zestrzeliwując niemiecki samolot myśliwski Messerschmitt Me 210, następnego dnia, nad Salerno strącił kolejnego Me 210 lecz był zmuszony ratować się skokiem ze spadochronem. 24 października nad Neapolem powiększył swoje konto o Ju 88.
3 października 1943 255 dywizjon brał udział w operacji Great E-Boat Raid, (atak na niemieckie schnellbooty) w ramach bitwy o Kos. Wyniki operacji nie były zadowalające z powodu złej pogody oraz silnej obrony przeciwlotniczej, straty brytyjskich dywizjonów osiągnęły 27%, 25 Beaufighterów wycofało się z braku paliwa.
3 marca 1944 Berry otrzymał Distinguished Flying Cross, 14 marca awansował na kapitana (flight lieutenant).
W 1944 został przeniesiony do elitarnej jednostki Fighter Interception Unit w Wittering w której wykonywał nocne loty na myśliwcach Hawker Tempest na przechwytywanie bomb latających V-1, szybko stał się najskuteczniejszym pilotem w walce z V-1. Zgłosił 52 zestrzelenia w mniej niż 2 miesiące, w tym 7 strąceń w nocy 23 lipca 1944. 23 sierpnia 1944 tempesty z Fighter Interception Unit zostały wcielone do 501 dywizjonu w Manston a Berry został jego dowódcą. Na czele swojej nowej jednostki atakował wyrzutnie V-1 w Niemczech i Holandii. 2 października 1944, gdy przelatywał na małej wysokości nad Veendam jego samolot został trafiony z broni małokalibrowej. Leciał zbyt nisko aby wyskoczyć na spadochronie, zginął, kiedy samolot zderzył się z ziemią. Został pochowany na cmentarzu protestanckim w Scheemda.

## Zestrzelenia

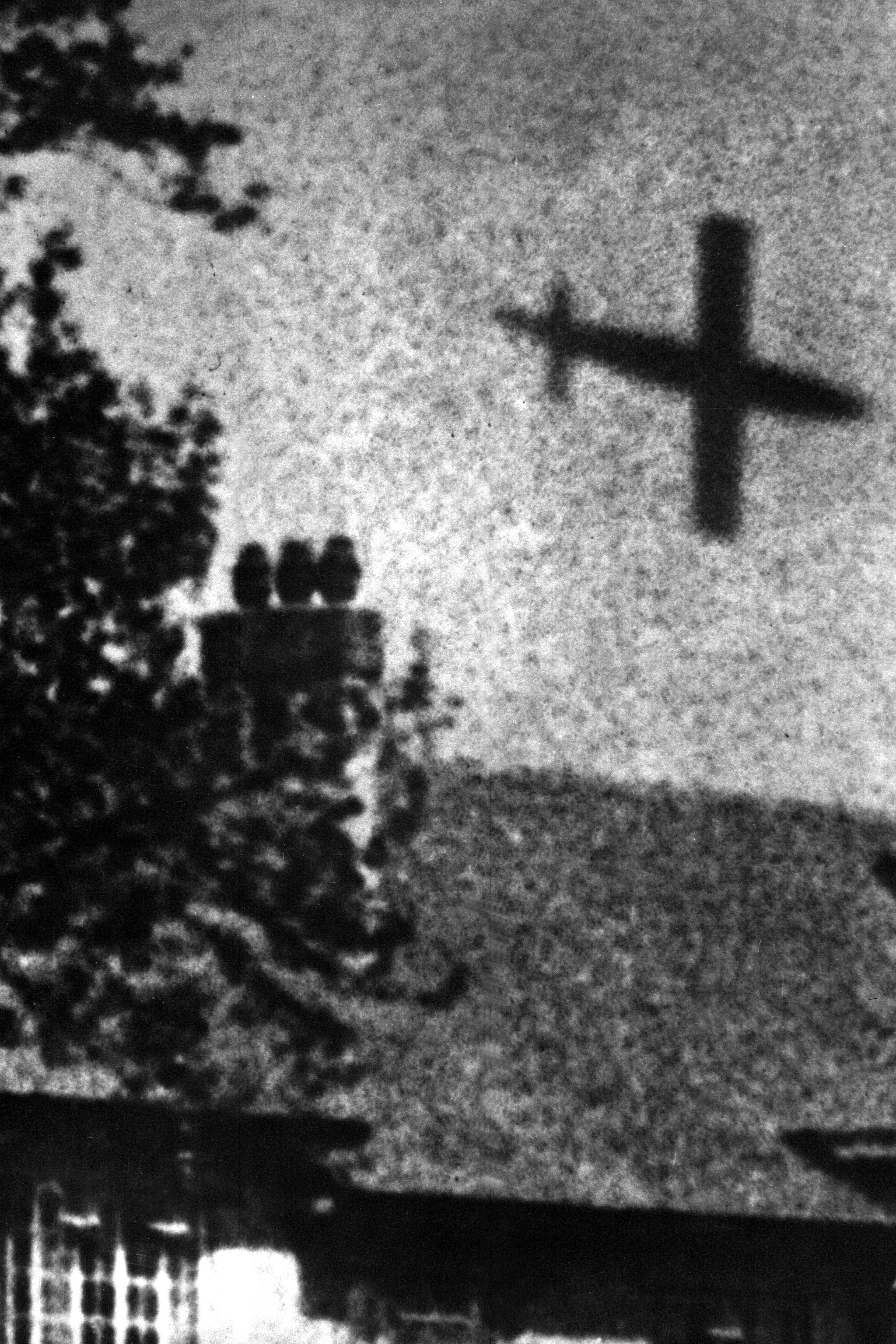
V-1 nad Londynem w 1944

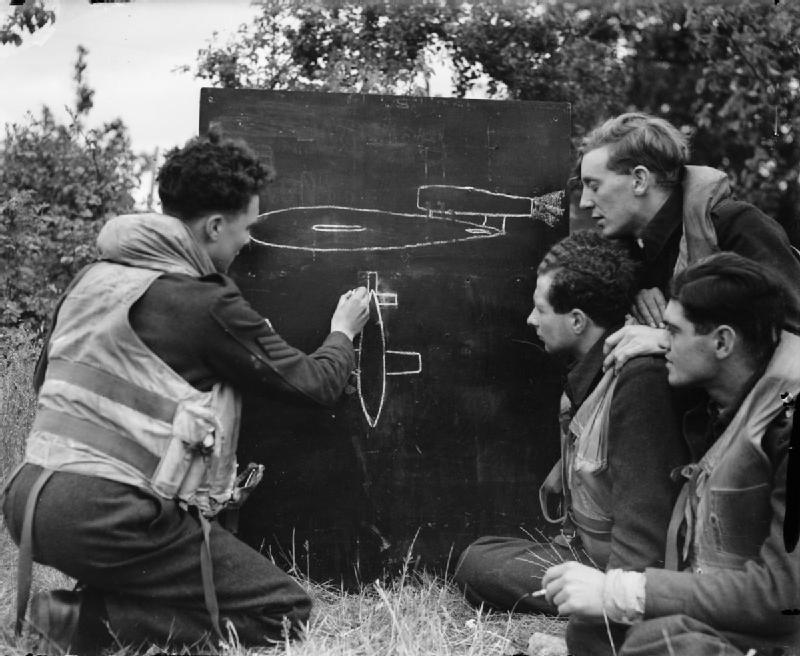
Piloci Tempestów omawiają sposoby walki z V-1

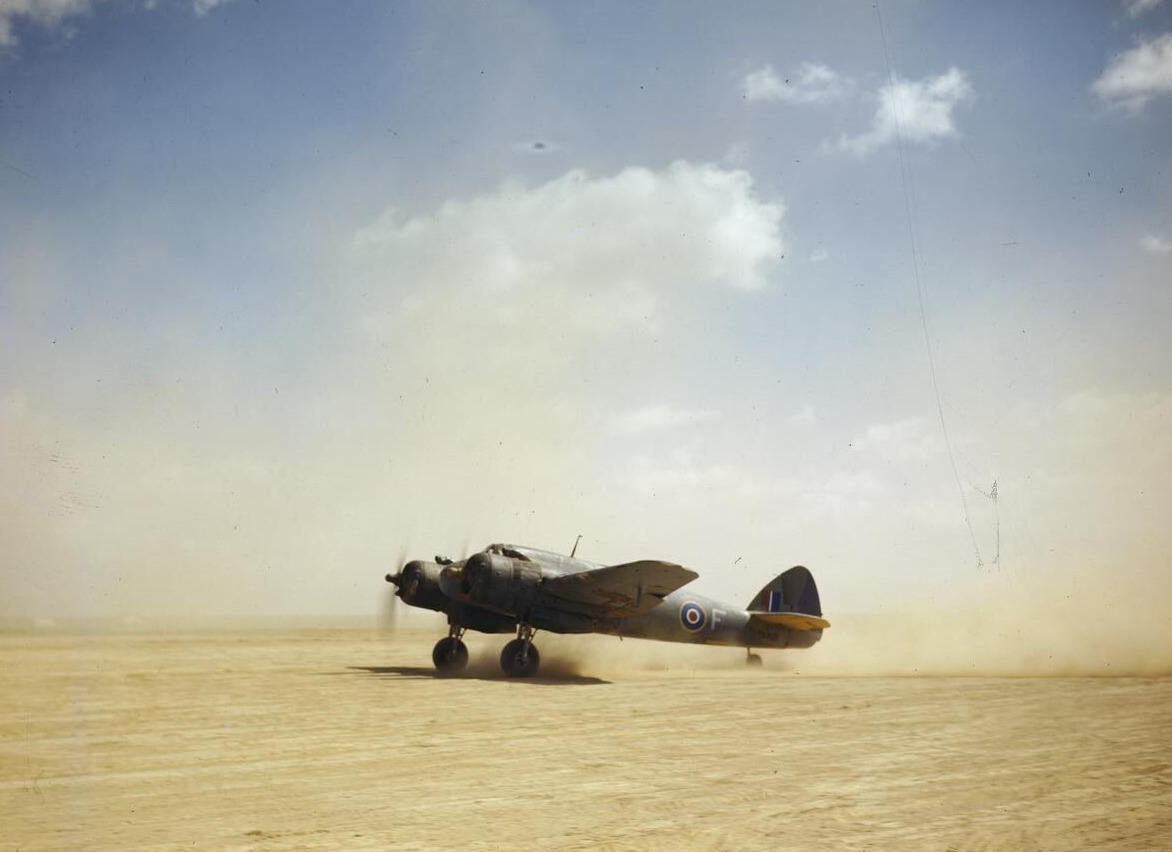
Bristol Beaufighter na śródziemnomorskim teatrze działań

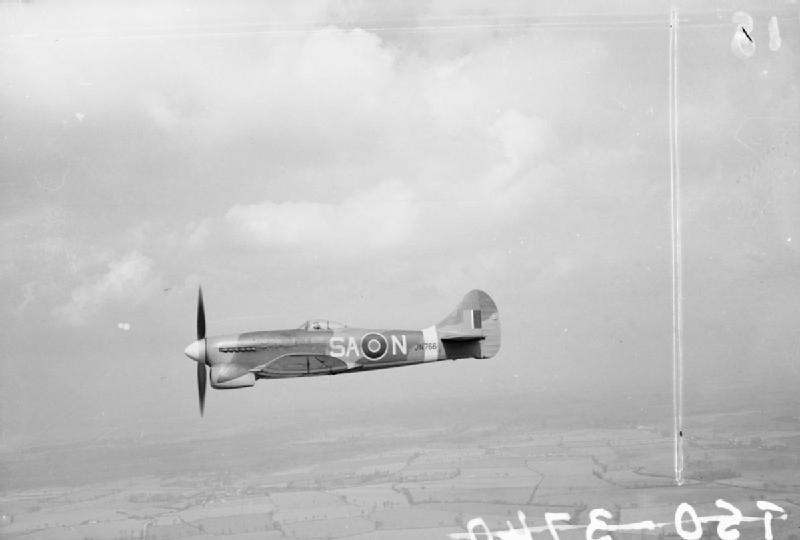
Hawker Tempest w locie

Joseph Berry zestrzelił 3 samoloty oraz 59 1/2 bomb latających V-1.
| Data                 | Zestrzeleń     | Typ                  |
| -------------------- | -------------- | -------------------- |
| 9 września 1943      | 1              | Messerschmitt Me 210 |
| 10 września 1943     | 1              | Me 210               |
| 24 października 1943 | 1              | Ju 88                |
| 28 czerwca 1944      | 2              | V-1                  |
| 29 czerwca 1944      | 1              | V-1                  |
| 30 czerwca 1944      | 3              | V-1                  |
| 2 lipca 1944         | 1              | V-1                  |
| 3 lipca 1944         | 1              | V-1                  |
| 5 lipca 1944         | 2              | V-1                  |
| 6 lipca 1944         | 4              | V-1                  |
| 8 lipca 1944         | 3              | V-1                  |
| 9 lipca 1944         | 1              | V-1                  |
| 17 lipca 1944        | 2              | V-1                  |
| 19 lipca 1944        | 4              | V-1                  |
| 21 lipca 1944        | 1              | V-1                  |
| 23 lipca 1944        | 7              | V-1                  |
| 25 lipca 1944        | 4              | V-1                  |
| 27 lipca 1944        | 1/2            | V-1                  |
| 29 lipca 1944        | 2              | V-1                  |
| 3 sierpnia 1944      | 5              | V-1                  |
| 5 sierpnia 1944      | 5              | V-1                  |
| 7 sierpnia 1944      | 4              | V-1                  |
| 12 sierpnia 1944     | 2              | V-1                  |
| 13 sierpnia 1944     | 1              | V-1                  |
| 15 sierpnia 1944     | 2              | V-1                  |
| 20 sierpnia 1944     | 1              | V-1                  |
| 31 sierpnia 1944     | 1              | V-1                  |
| Suma                 | 3 + 59 1/2 V-1 |                      |